# Charm School (Album)
Charm School ist das achte Studioalbum von Roxette. Es wurde am 11. Februar 2011 bei EMI veröffentlicht und ist ihr erstes Studioalbum seit Room Service von 2001.

## Entstehungsgeschichte
Roxette pausierten in den Jahren 2002 bis 2008, nachdem Sängerin Marie Fredriksson an einem Gehirntumor erkrankte und lange Zeit gegen die Erkrankung kämpfte. Per Gessle schrieb während dieser Zeit immer wieder Lieder für Roxette, wobei es aber unklar blieb, ob es je wieder zu einer Wiedervereinigung kommen würde. 2008 schließlich traten Marie Fredriksson und Per Gessle wieder gemeinsam auf und nach einer gemeinsamen Tour begannen auch die Arbeiten an einem neuen Album.
Das Album wurde im Süden Schwedens und in Stockholm aufgenommen. Neben den beiden Bandmitgliedern waren Clarence Öfwerman und Christoffer Lundquist an der Produktion beteiligt. Christoffer Lunqvist war außerdem als Gitarrist, Keyboarder und Bassist tätig, Clarence Öfwerman als Keyboarder. Die Streicher wurden von Emil Carlsson, Johanna Skoglund, Lotta Weber Sjöholm und Tomas Ebrelius eingespielt.
Das Cover zeigt mehrere Liveaufnahmen in verfremdeten Farben und wurde von Pär Wickholm erstellt.

## Versionen
Das Album erschien im Februar 2011 sowohl als CD als auch auf LP. Die Deluxe-Edition enthielt außerdem zwölf aktuelle Live-Versionen älterer Songs der Band, die in St. Petersburg, Halmstad und Stavanger aufgenommen wurden.
Am 28. November 2011 erschien unter dem Titel Charm School Revisited eine Neuauflage, welche auf einer zweiten CD Remixes der Singleauskopplungen She’s Got Nothing On (But the Radio) und Speak to Me, sowie Demoaufnahmen jedes einzelnen Titels des eigentlichen Albums enthält. Diese Demoaufnahmen wurden überwiegend in den Tits & Ass Studios in Gessles Heimatstadt Halmstad aufgenommen. Für die Remixe verantwortlich zeichnen Bassflow (Speak to Me), sowie Adam Rickfors und Adrian Lux.

## Titelliste
| #   | Titel                                | Länge |
| --- | ------------------------------------ | ----- |
| 1.  | Way Out                              | 2:46  |
| 2.  | No One Makes it on Her Own           | 3:34  |
| 3.  | She’s Got Nothing On (But the Radio) | 3:33  |
| 4.  | Speak to Me                          | 3:42  |
| 5.  | I’m Glad You Called                  | 2:48  |
| 6.  | Only When I Dream                    | 3:51  |
| 7.  | Dream On                             | 3:09  |
| 8.  | Big Black Cadillac                   | 3:05  |
| 9.  | In My Own Way                        | 3:30  |
| 10. | After All                            | 3:15  |
| 11. | Happy on the Outside                 | 3:39  |
| 12. | Sitting on Top of the World          | 3:55  |

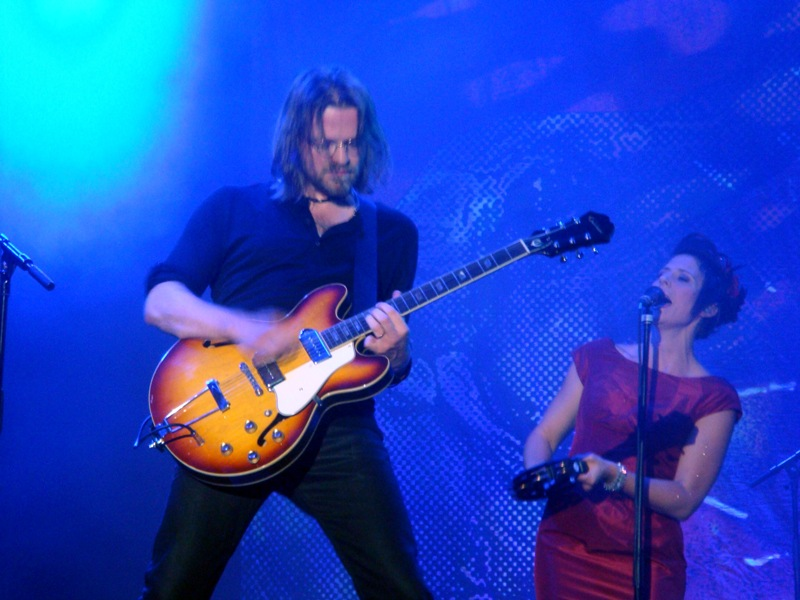
Produzent Christoffer Lundquist (links) 2010 live

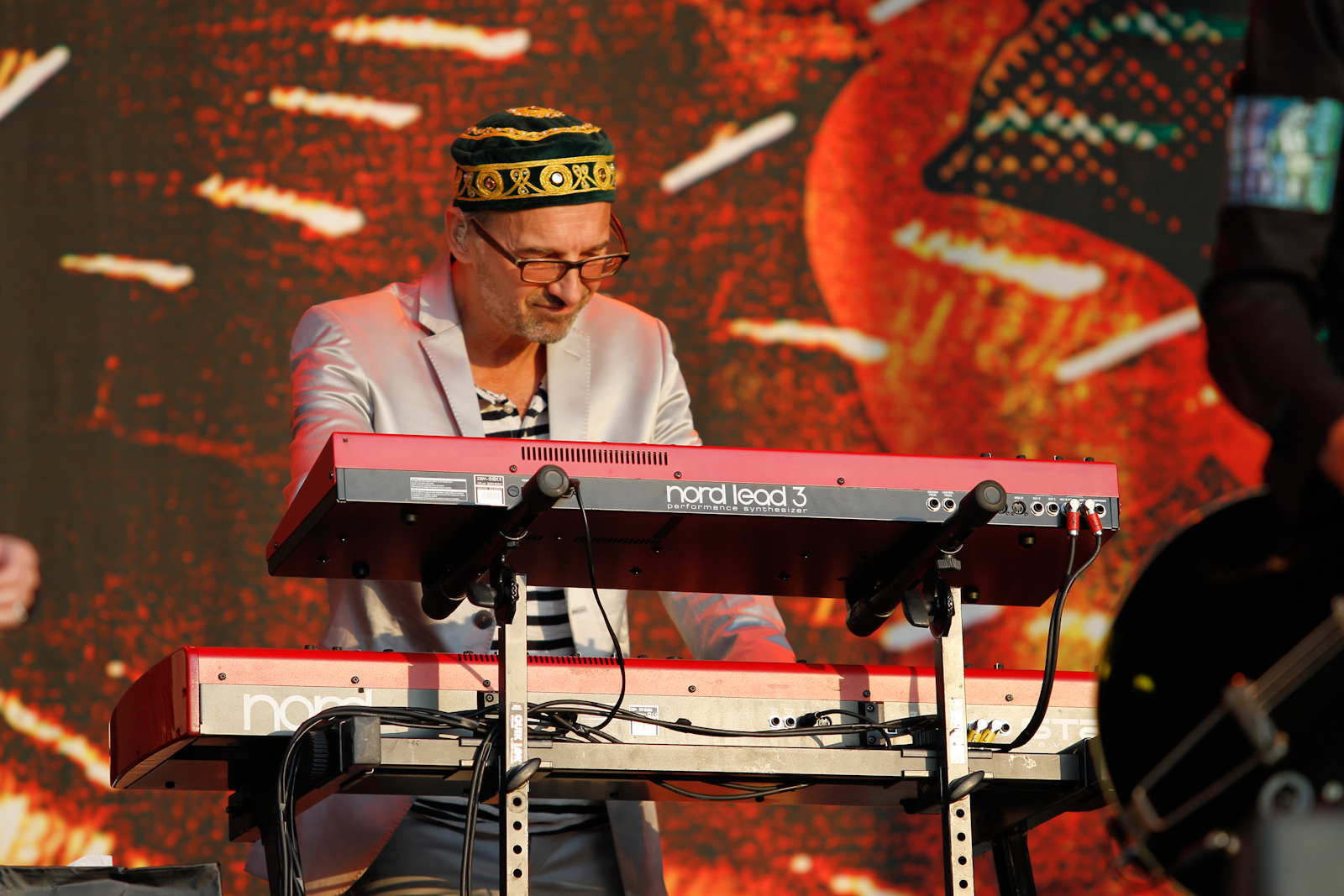
Produzent Clarence Öfwerman (2011)

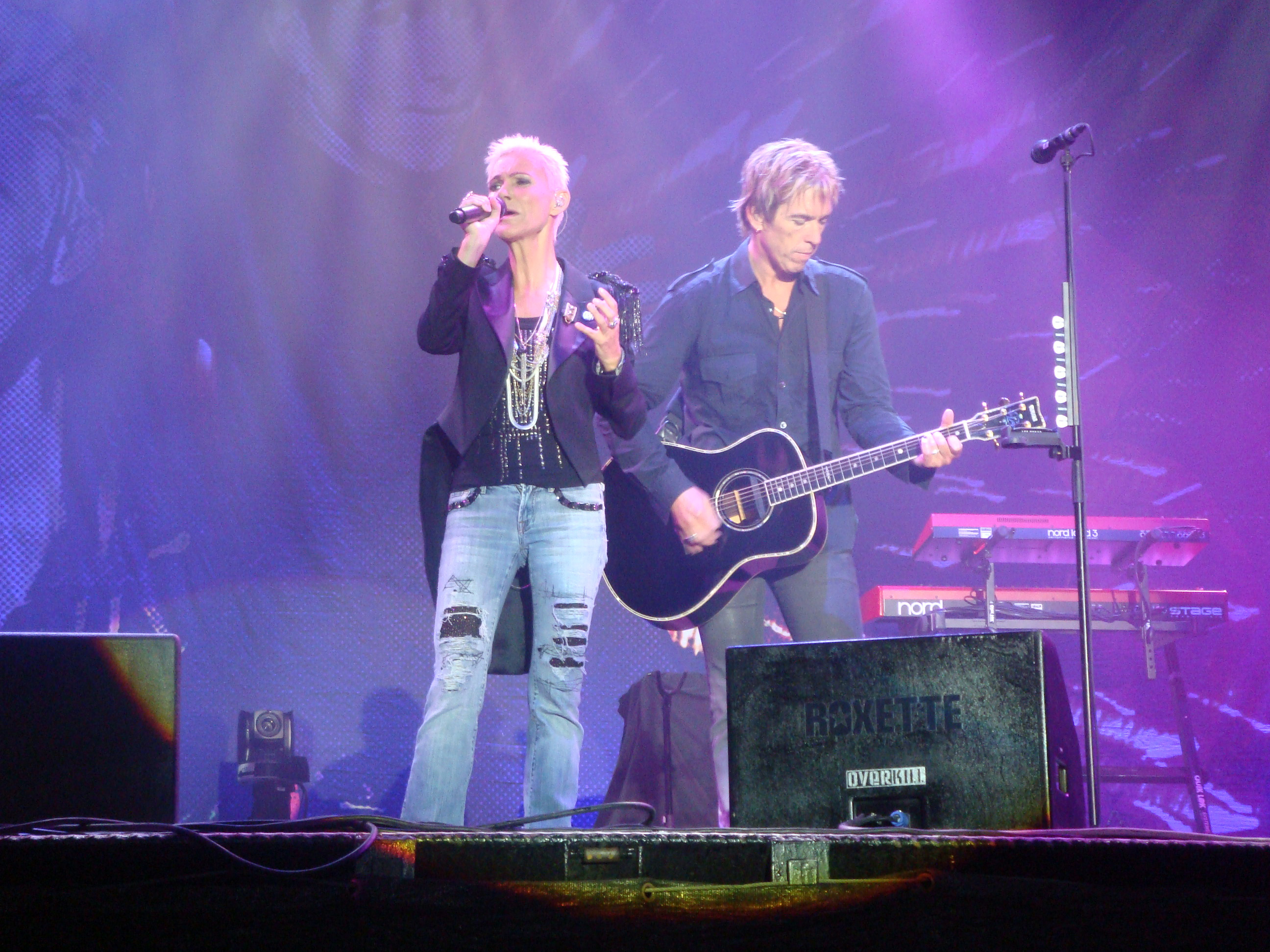
Roxette bei einem Auftritt in Halmstadt 2010

Alle Lieder wurden von Per Gessle geschrieben.

### Deluxe-Edition CD 2
| #   | Titel                                                       | Länge |
| --- | ----------------------------------------------------------- | ----- |
| 13. | Dressed for Success (Live in St. Petersburg 2010)           | 4:36  |
| 14. | Sleeping in My Car (Live in Stavanger 2010)                 | 3:41  |
| 15. | Wish I Could Fly (Live in St. Petersburg 2010)              | 4:48  |
| 16. | 7twenty7 (Live in Halmstad 2010)                            | 3:57  |
| 17. | Perfect Day (Live in St. Petersburg 2010)                   | 3:19  |
| 18. | Things Will Never Be the Same (Live in St. Petersburg 2010) | 3:30  |
| 19. | How Do You Do!/Dangerous (Live in Stavanger 2010)           | 6:55  |
| 20. | Silver Blue (Live in St. Petersburg 2010)                   | 5:10  |
| 21. | Joyride (Live in St. Petersburg 2010)                       | 4:27  |
| 22. | Listen to Your Heart (Live in St. Petersburg 2010)          | 5:46  |
| 23. | The Look (Live in Halmstad 2010)                            | 6:23  |
| 24. | Church of Your Heart (Live in St. Petersburg 2010)          | 4:06  |

### Charm School Revisited CD 2
| #  | Titel                                                                       | Länge |
| -- | --------------------------------------------------------------------------- | ----- |
| 1  | Way Out (Demo January 25, 2010)                                             | 2:22  |
| 2  | No One Makes It on Her Own (Demo July 26, 2010)                             | 3:18  |
| 3  | She’s Got Nothing On (But the Radio) (Demo August 7, 2009)                  | 2:30  |
| 4  | Speak to Me (Demo July 13, 2010)                                            | 3:33  |
| 5  | I’m Glad You Called (Demo November 19, 2009 at The Westin Hotel, Rotterdam) | 2:40  |
| 6  | Only When I Dream (Demo August 7, 2009)                                     | 3:33  |
| 7  | Dream On (Demo January 25, 2010)                                            | 2:53  |
| 8  | Big Black Cadillac (Demo July 2, 2010)                                      | 3:02  |
| 9  | In My Own Way (Demo August 7, 2009)                                         | 2:53  |
| 10 | After All (Demo July 27, 2010)                                              | 3:22  |
| 11 | Happy on the Outside (Demo August 17, 2005)                                 | 2:27  |
| 12 | Sitting on Top of the World (Demo July 13, 2010)                            | 2:45  |
| 13 | Speak to Me (Bassflow Remake)                                               | 3:37  |
| 14 | She’s Got Nothing On (But The Radio) (Adam Rickfors Radio Edit)             | 3:28  |
| 15 | She’s Got Nothing On (But The Radio) (Adrian Lux Remix Original Version)    | 5:34  |

## Musikstil
Roxette knüpften auf dem Album an ihren Stil vor der Pause an. Die Musik ist eine Mischung aus Pop- und Rockmusik, die Anleihen beim 1980er Discosound und beim Classic Rock hat. Auch einige Balladen sind auf dem Album enthalten.

## Kritiken
Für ein Comebackalbum wurde das Album vor allem wohlwollend besprochen. Artur Schulz von Laut.de fasste dies so zusammen:

„Dem schwedischen Duo gelingt das Kunststück, ein Album zu veröffentlichen, das tatsächlich nach Roxette klingt, ohne altbacken zu müffeln. Innovation und Experimentierfreude haben sie sich eh nicht auf die Fahne geschrieben. Wozu auch? Für guten, klassisch eingespielten Poprock gibt es sowieso kein Verfallsdatum.“

Die US-amerikanische Zeitschrift Spin wählte das Album auf Platz 15 der „20 Best Pop Albums of 2011“.

## Chartplatzierungen
Das Album erreichte unter anderem in den deutschen Charts Platz eins. Die erste ausgekoppelte Single, She’s Got Nothing On (But the Radio), war ebenfalls in vielen Ländern erfolgreich. In Deutschland wurde das Album für über 200.000 alleine im Inland verkaufte Exemplare mit einer Platin-Schallplatte ausgezeichnet.

### Album
| Jahr | Titel                  | Höchstplatzierung, Gesamtwochen, AuszeichnungChartplatzierungen (Jahr, Titel, Platzierungen, Wochen, Auszeichnungen, Anmerkungen) | Höchstplatzierung, Gesamtwochen, AuszeichnungChartplatzierungen (Jahr, Titel, Platzierungen, Wochen, Auszeichnungen, Anmerkungen) | Höchstplatzierung, Gesamtwochen, AuszeichnungChartplatzierungen (Jahr, Titel, Platzierungen, Wochen, Auszeichnungen, Anmerkungen) | Höchstplatzierung, Gesamtwochen, AuszeichnungChartplatzierungen (Jahr, Titel, Platzierungen, Wochen, Auszeichnungen, Anmerkungen) | Anmerkungen                             |
| Jahr | Titel                  | DE | AT | CH | SE | Anmerkungen                             |
| ---- | ---------------------- | --- | --- | --- | --- | --------------------------------------- |
| 2011 | Charm School           | DE1 (25 Wo.)DE | AT2 (13 Wo.)AT | CH1 (28 Wo.)CH | SE2 (15 Wo.)SE | Erstveröffentlichung: 11. Februar 2011  |
| 2011 | Charm School Revisited | — | — | — | — | Erstveröffentlichung: 28. November 2011 |

### Singles
| Jahr | Titel                                | Höchstplatzierung, Gesamtwochen, AuszeichnungChartplatzierungen (Jahr, Titel, , Platzierungen, Wochen, Auszeichnungen, Anmerkungen) | Höchstplatzierung, Gesamtwochen, AuszeichnungChartplatzierungen (Jahr, Titel, , Platzierungen, Wochen, Auszeichnungen, Anmerkungen) | Höchstplatzierung, Gesamtwochen, AuszeichnungChartplatzierungen (Jahr, Titel, , Platzierungen, Wochen, Auszeichnungen, Anmerkungen) | Höchstplatzierung, Gesamtwochen, AuszeichnungChartplatzierungen (Jahr, Titel, , Platzierungen, Wochen, Auszeichnungen, Anmerkungen) | Anmerkungen                                                |
| Jahr | Titel                                | DE | AT | CH | SE | Anmerkungen                                                |
| ---- | ------------------------------------ | --- | --- | --- | --- | ---------------------------------------------------------- |
| 2011 | She’s Got Nothing On (But the Radio) | DE10 (21 Wo.)DE | AT9 (15 Wo.)AT | CH19 (14 Wo.)CH | — | Erstveröffentlichung: 28. Januar 2011 Video: Mats Udd      |
| 2011 | Speak to Me                          | — | — | — | — | Erstveröffentlichung: 18. Mai 2011 Video: Arena Grande     |
| 2011 | Way Out                              | — | — | — | — | Erstveröffentlichung: 22. Juni 2011 Video: Mikael Sandberg |
| 2011 | No One Makes It On Her Own           | — | — | — | — | Erstveröffentlichung: 21. November 2011 Video: Tanya Rush  |

## Auszeichnungen für Musikverkäufe
| Land/Region        | Auszeichnungen für Musikverkäufe (Land/Region, Auszeichnung, Verkäufe) | Verkäufe |
| ------------------ | ---------------------------------------------------------------------- | -------- |
| Deutschland (BVMI) | Gold                                                                   | 100.000  |
| Russland (NFPF)    | Gold                                                                   | 10.000   |
| Schweden (IFPI)    | Gold                                                                   | 20.000   |
| Schweiz (IFPI)     | Gold                                                                   | 15.000   |
| Tschechien (IFPI)  | Gold                                                                   | 3.000    |
| Insgesamt          | 5× Gold ·                                                              | 148.000  |

Hauptartikel: Roxette/Auszeichnungen für Musikverkäufe